# Norma (Oper)
Norma ist eine tragische Oper (Originalbezeichnung: „tragedia lirica“) in zwei Akten von Vincenzo Bellini. Das Libretto stammt von Felice Romani und beruht auf einem Drama von Alexandre Soumet. Die Uraufführung mit Giuditta Pasta in der Titelrolle fand 1831 an der Mailänder Scala statt. Die Partie der Norma gilt als eine der schwierigsten und anspruchsvollsten Rollen für eine hohe Frauenstimme und fordert im Idealfall eine Darstellerin mit großen expressiven Fähigkeiten. Besonders berühmt ist die Cavatine „Casta diva“ der Norma im ersten Akt.

## Handlung

### Vorgeschichte
Die Oper spielt im von Rom besetzten Gallien im ersten Jahrhundert vor Christus. Die Druiden-Hohepriesterin Norma hat sich Jahre zuvor in den römischen Prokonsul Pollione verliebt und ihr Keuschheitsgelübde gebrochen. Seitdem lebt sie eine heimliche, weil streng verbotene, Liebesbeziehung, und die beiden haben zwei Kinder miteinander, die Norma versteckt hält.

### Erster Akt
Im heiligen Hain der Druiden versammeln sich die gallischen Krieger zur heiligen Zeremonie, bei der die Priesterin Norma die heiligen Misteln mit einer goldenen Sichel schneiden wird. Die Krieger erwarten von ihr einen Hinweis darauf, dass die Mondgöttin mit dem Kampf gegen die Römer einverstanden ist. Oroveso, der Vater von Norma, bittet die Männer um Geduld.
Ganz in der Nähe erzählt Pollione seinem Vertrauten Flavio, dass er sich in die junge Novizin Adalgisa verliebt habe. Dabei äußert Pollione seine Angst vor Normas Reaktion, falls sie davon erfährt, und berichtet einen unheilvollen Traum. Von weitem hört man den Klang des Bronzeschildes der Druiden, und die beiden Römer gehen ab.
Norma hält ihren feierlichen Einzug im Hain und versucht die ungeduldigen Gallier zu beschwichtigen – Rom werde zur rechten Zeit und durch eigene Schuld untergehen. Wegen ihrer heimlichen Liebe zu Pollione und ihrer Kinder ist sie auch aus persönlichen Motiven nicht an Krieg interessiert, sondern wünscht und gebietet Frieden. Dann beginnt sie mit der heiligen Zeremonie (Casta Diva). Doch auch danach sind die Gallier immer noch kriegerisch gestimmt und warten nur auf ein Zeichen, um die Römer zu vernichten, während Norma sich heimlich nach ihrem geliebten Pollione sehnt (Ah! bello a me ritorna).

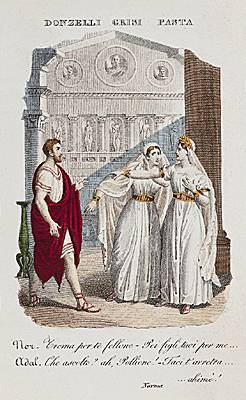
Terzett Norma-Adalgisa-Pollione mit Domenico Donzelli, Giulia Grisi (als Adalgisa) und Giuditta Pasta, Mailand 1831

Adalgisa kommt nachts allein in den Hain, um sich heimlich mit Pollione zu treffen. Sie ist voller Gewissensbisse wegen ihres Gelübdes und ihrer Liebesgefühle für Pollione. Als dieser kommt, drängt er sie, mit ihm zu fliehen.
In ihrem Haus ist Norma zwischen Mutterliebe und Ablehnung ihrer Kinder hin- und hergerissen, die sie ihrer alten Freundin Clotilde anvertraut. Adalgisa erscheint und gesteht Norma unter Tränen, dass sie sich verliebt habe und von ihrem Gelübde entbunden werden möchte. Während ihrer Erzählung fühlt Norma sich an ihre eigene Situation erinnert, ist durch und durch gerührt und verspricht Adalgisa, ihr zu helfen. Doch als sich herausstellt, dass Adalgisa von Pollione spricht und dieser im gleichen Moment erscheint, bricht Norma in Wut aus, und es kommt zu einer furchtbaren Szene zwischen den dreien. Pollione will Adalgisa nicht aufgeben, aber diese ist erschüttert, als sie die Wahrheit über seine Beziehung zu Norma erfährt; Norma schwört Rache.

### Zweiter Akt
Norma ist völlig verzweifelt, sie kann ihre Situation nicht mehr länger ertragen und will zuerst ihre beiden Kinder, danach sich selber umbringen. Doch als sie an das Bett der Kleinen tritt, siegt ihre Mutterliebe. Sie lässt Adalgisa rufen, gesteht ihr, dass sie ihrem eigenen Leben ein Ende bereiten will, und bittet sie, mit Pollione als dessen Frau nach Rom zu gehen und Normas Kindern eine gute (Stief-)Mutter zu sein. Aber Adalgisa hat mittlerweile innere Einkehr gehalten, erinnert sie an ihre Mutterliebe (Mira, o Norma, ai tuoi ginocchi) und möchte, dass Norma und Pollione wieder zusammenkommen. Sie bietet sich selbst als Vermittlerin an. Die beiden Frauen umarmen sich freudig in großer Freundschaft.
Im heiligen Wald der Druiden sind die gallischen Männer nach wie vor voll Ungeduld und warten nur darauf, gegen die Römer loszuschlagen, aber Oroveso beruhigt sie.
Im Tempel des Irminsul berichtet Clotilde Norma, dass Adalgisa von Pollione zurückgekehrt sei, aber dass dieser nach wie vor mit Adalgisa zusammen nach Rom zurückkehren will. Norma fühlt sich von beiden betrogen und gerät völlig außer sich. Sie schlägt erbittert an den Schild und gibt das Zeichen zum Kampf gegen die Römer. Die Gallier erscheinen voll wilder Freude und singen den rauschenden Kriegsgesang (Guerra! Guerra!). Doch zuerst soll der glückliche Ausgang des Kampfes durch ein Opfer beschworen werden: Man hat einen Römer gefangen, der das Heiligtum entehrt habe. Zu Normas Entsetzen stellt sich heraus, dass es Pollione ist. Als Norma ihn mit dem Opferdolch töten soll, schafft sie es nicht und unterbricht die Zeremonie unter dem Vorwand, dass sie ihn zuerst verhören muss.

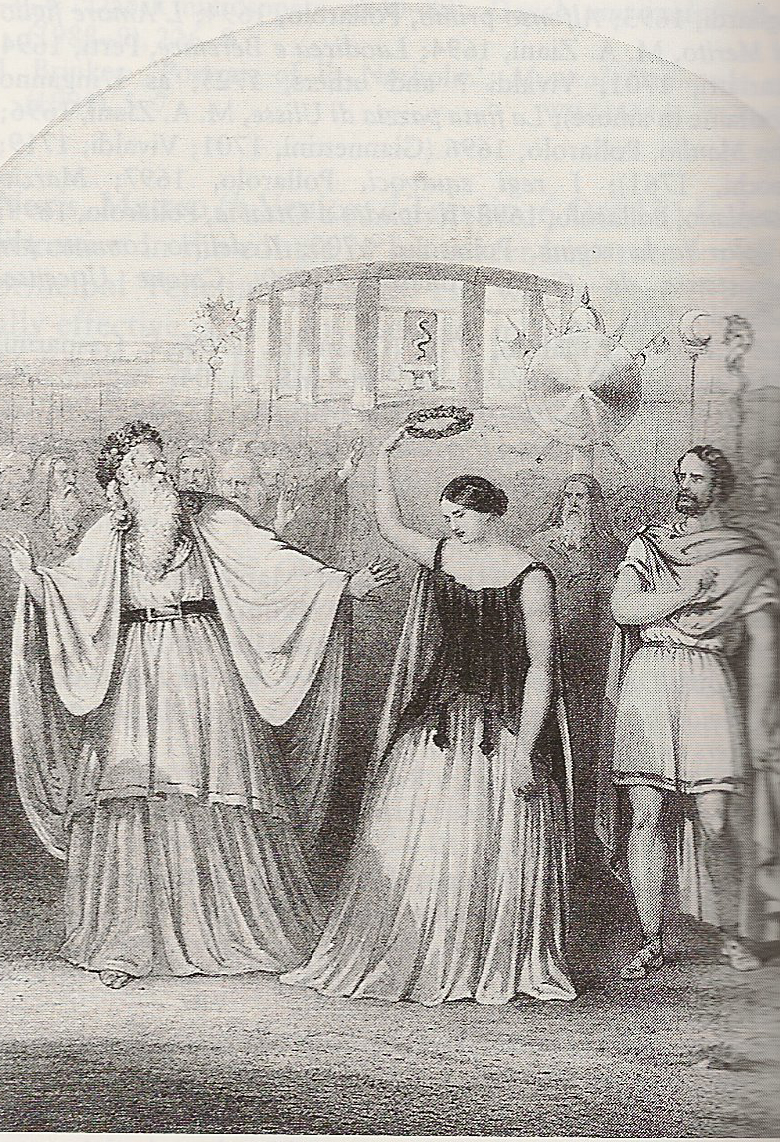
Luigi Lablache und Giulia Grisi (als Norma) im Finale, London 1843

Unter vier Augen verlangt sie von Pollione, Adalgisa zu entsagen, aber er weigert sich – selbst als Norma droht, aus Rache ihre gemeinsamen Kinder umzubringen. Schließlich droht sie, Adalgisa als Mitschuldige auszuliefern und dem Feuertod zu überantworten.
Als der verzweifelte Pollione ihr den Dolch entreißen will, ruft sie die Gallier zusammen und lässt einen Scheiterhaufen errichten für eine Priesterin, die das Keuschheitsgebot gebrochen habe. Doch als sie nach dem Namen der Schuldigen gefragt wird, bekennt sie zum Erstaunen und Entsetzen aller ihre eigene Schuld (Son io). Sie vertraut ihre Kinder dem Schutz Orovesos an (Deh! non volerli vittime), bittet ihn um Vergebung und geht gefasst ihrem Tod entgegen. Überwältigt und von neuer Liebe erfasst, folgt ihr Pollione.

## Gestaltung

### Orchester
Die Orchesterbesetzung der Oper enthält nach der kritischen Ausgabe von Maurizio Biondi und Riccardo Minasi die folgenden Instrumente:
- Holzbläser: zwei Flöten (beide auch Piccolo), zwei Oboen, zwei Klarinetten, zwei Fagotte
- Blechbläser: vier Hörner, zwei Trompeten (1 colle chiavi), drei Posaunen, Cimbasso
- Pauken, Schlagzeug: große Trommel und Becken, Tamtam
- Streicher
- Bühnenmusik: nicht differenziert

## Musikalische und szenische Struktur
- Sinfonia[5]

### Akt I
Im heiligen Hain der Druiden
- Introduzione: Ite sul colle, o Druidi (Chor, Oroveso)
- Rezitativ und Cavatina des Pollione: Svanir le voci! – Meco all’altar di Venere – Me protegge, me difende (Pollione, Flavio)
- Chor: Norma viene
- Scena und Cavatina der Norma: Sediziose voci – Casta Diva – Fine al rito – Ah, bello a me ritorna (Norma, Oroveso, Chor)
- Scena und Duett Adalgisa, Pollione: Sgombra è la sacra selva – Eccola – Va’, crudele, al Dio spietato – Vieni in Roma (Adalgisa, Pollione)

Wohnung Normas
- Scena und Duett Norma, Adalgisa: Vanne, e li cela entrambi – Oh, rimembranza – Sola, furtiva, al tempio (Norma, Clotilde, Adalgisa)
- (Finale I) Scena und Terzett Norma, Adalgisa, Pollione: Ma dí ... l’amato giovane – Tremi tu? e per chi? – Ah! di qual sei tu vittima – Perfido! – Vanne, sì, mi lascia indegno (Norma, Adalgisa, Pollione)

### Akt II
Im Hause Normas, Nachts
- Introduzione und Scena: Dormono entrambi (Norma, Clotilde)
- Scena und Duett Norma, Adalgisa: Mi chiami, o Norma? – Deh! con te, con te li prendi... – Mira, o Norma, ai tuoi ginocchi – Sì, fino all'ore estreme compagna tua m’avrai (Norma, Adalgisa)

Im heiligen Wald der Druiden
- Chor: Non partì?... Finora è al campo
- (Scena &) Sortita des Oroveso: Guerrieri! a voi venirne – Ah! del Tebro al giogo indegno (Oroveso, Chor)

Im Tempel des Irminsul
- Scena: Ei tornerà! Sì! (Norma, Clotilde)
- Chor: Squilla il bronzo del Dio! – Guerra, guerra! le galliche selve (Chor, Oroveso, Norma)
- Scena: Né compi il rito, o Norma? (Oroveso, Norma, Chor)
- Scena und Duett Norma, Pollione: In mia man alfin tu sei – Gia mi pasco nei tuoi sguardi (Norma, Pollione)
- (Finale II) Scena und Aria Finale: Dammi quel ferro – Qual cor tradisti, qual cor perdesti – Norma! deh Norma! scòlpati – Deh! non volerli vittime (Norma, Pollione, Chor, Oroveso)

### Dramaturgie

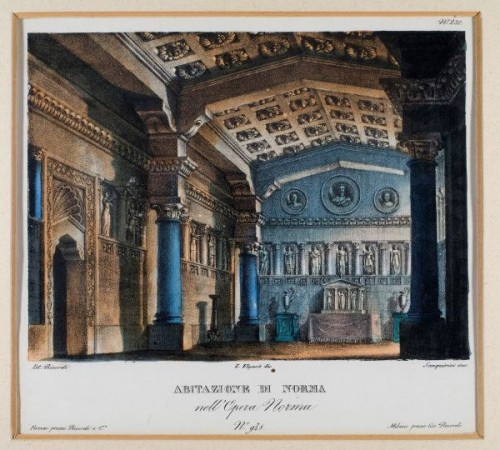
Bühnenbild zu Norma von Alessandro Sanquirico (1777–1849)

Die Oper ist, wie zur Entstehungszeit üblich, gemäß der Tableau-Ästhetik aufgebaut, also als eine Folge von Bildern, innerhalb derer die Darsteller agieren. Die Bilder sind musikalisch jeweils abgeschlossene Nummern, die meist als „Szene und Arie“, „Szene und Duett“ usw. bezeichnet sind. Deshalb werden die Bilder oft auch mit Szene gleichgesetzt, auch wenn zuweilen Nebenfiguren oder Chor noch innerhalb des Bildes auf- oder abtreten. (Streng genommen begründet jeder Auf- bzw. Abtritt eine neue Szene.) Wie auch bei anderen italienischen Opern der Entstehungszeit, bestehen diese etwa 9- bis 15-minütigen Bilder aus einer zweigeteilten Arie (meist Cavatina genannt) mit einleitendem Rezitativ und einer Szene zwischen den beiden Teilen, die den Tempowechsel motiviert. Der erste Teil (Cantabile) ist oft langsam und ermöglicht z. B. einen melancholischen, schmerzhaften oder sehnsuchtsvollen Affekt, der zweite Teil (Cabaletta) ist dagegen meistens schnell, fängt Affekte wie Freude, Entschlossenheit, Wut oder Rache ein und ermöglicht den Sängern zugleich einen effektvoll-grandiosen Abgang. Nach diesem sich (oft in mehreren Wellen) steigernden Arienmodell sind acht der vierzehn Nummern konzipiert (Nr. 2, 4, 5, 6, 7, 9, 13, 14). Die übrigen Bilder (vier Chorsätze und zwei Rezitative) sind kürzer, im Extrem nur gut eine Minute wie der berühmte Kriegschor Nr. 12.
Die besondere Qualität von Norma besteht neben der außergewöhnlichen Schönheit und Ausdruckskraft der Melodien darin, dass Bellini dieses Modell von Szene und Arie musikalisch vielfältig variiert, oft fließende Übergänge zwischen Rezitativ, Arioso und Arie erzeugt, und dabei die Nuancen des Textes und der Gefühle feinsinnig und bis ins Detail berücksichtigt.

### Musik

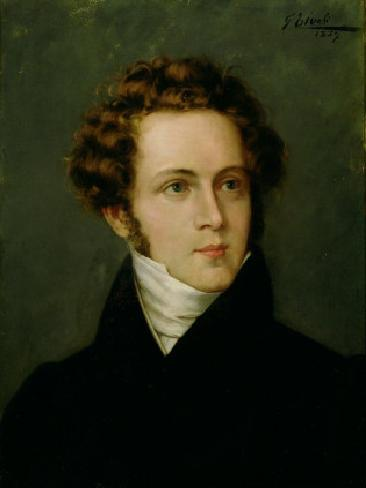
Vincenzo Bellini

Bellinis Musik, die in seiner achten Oper Norma völlig ausgereift ist, wurde von ihm als neuartig und innovativ konzipiert und von den Zeitgenossen auch so empfunden. Seine Musik sollte unmittelbar das Wort ausdrücken und damit Text und Musik als unauflösliche Einheit erscheinen lassen. Als Folge davon gibt es im Gegensatz zur vorangegangenen Rossini-Zeit wesentlich weniger Koloraturen, sondern oft Syllabik (eine Note pro Silbe) und Melismen (wenige Noten pro Silbe). Die Deklamation in den Rezitativen und Szenen der Oper ist besonders im Falle der weiblichen Hauptrolle von enormer, geradezu archetypischer Ausdruckskraft. Als besonders herausragendes Beispiel dafür sei Normas Szene „Dormono entrambi“ mit dem herzergreifenden Arioso „Teneri figli“ zu Beginn des zweiten Akts genannt, wo Bellini sich auch als sensibler Instrumentator zeigt. 
Verzierungen und selbst virtuose Koloraturen gehören jedoch nach wie vor zu Bellinis musikalischer Sprache und werden mit großer emotionaler Wirkung eingesetzt. Sie verleihen der Titelrolle, die als Zugpferd für die Primadonna Giuditta Pasta konzipiert ist, einerseits Glanz und Bravour, wie in der Cavatina „Casta diva“ mit ihren chromatisch hinabgleitenden Rouladen und der dazugehörigen Cabaletta „Ah! bello a me ritorna“. Andererseits unterstützen Koloraturen (wie schon im Barock) die Darstellung besonderer Gefühle, wie Normas Wutausbruch in „O, non tremare, o perfido“ im Terzett mit Adalgisa und Pollione, als sie von dessen Untreue erfährt; oder die flehende, herzzerreißende Fioritur auf „Ah padre! un prego ancor“ kurz vor Normas „Deh! non volerli vittime“ im zweiten Finale. In der Stretta des zweiten Duetts von Norma und Adalgisa („Sì, fino all’ore estreme compagna tua m’avrai “) wird die Freude der beiden Frauen nicht nur durch Sprünge, rhythmische Synkopen und Läufe, sondern auch durch kurz angestoßene staccato-Noten ausgedrückt. Über diese von Bellini selber auskomponierten Beispiele hinaus kann man davon ausgehen, dass nach der damaligen Aufführungspraxis des Belcanto auch Wiederholungen (besonders zweite Strophen), vor allem in Solo-Nummern, zu verändern sind und mit Verzierungen versehen wurden, die idealerweise dem Ausdruck des jeweiligen Stückes angemessen sind.
Bellinis Melodik, deren Neuartigkeit sich vor allem in den langsamen Teilen zeigt, ist häufig gekennzeichnet durch den Eindruck des Lyrischen, Erhabenen und Transzendenten. Die „langen, langen Melodien“ (Verdi) basieren auf einer starken melodischen Intensität und einer klaren, volksliedhaften Symmetrie, und zwar meist Zweitakt-Einheiten, die sich oft auf der Basis rhythmisch-melodischer Keimzellen variativ zu achttaktigen Perioden runden. Der Standardaufbau sowohl des Cantabile als auch der Cabaletta ist: Zwei Perioden, Zwischenteil (z. T. mit Chor oder Nebenfiguren), Wiederholung der zwei Perioden und schließlich Coda. Die Abweichungen sind bedeutsam und durch den Text oder Affekt begründet. Außergewöhnlich ist Bellinis Fähigkeit, mit scheinbar einfachsten Mitteln tiefste Gefühle auszudrücken und zugleich den Eindruck großer Schönheit zu erzeugen. Daher rührt sein Ruf als der große Melancholiker. Das Cantabile ist oft in eine Aura meditativer Ruhe getaucht, die durch eine eher sparsame, zurückhaltende Instrumentation gestützt wird, beispielsweise durch gleichmäßig fließende Dreiklangsbrechungen in der Begleitung sowie eine einfache, aber wirkungsvolle Harmonik. Davon setzen sich mit umso intensiverer Wirkung Stellen ab, in denen er lebhaftere oder heftige Gefühle ausdrückt, wie z. B. die glühende Erregung im ersten Teil des Duettes von Pollione und Adalgisa „Va, crudele“ im 1. Akt oder der überraschend explosive Kriegschor Nr. 12 im 2. Akt, den sein Lehrer Niccolò Zingarelli als barbarisch ablehnte, der aber im Zuge der Einigungsbewegung Italiens sogar als Schlachtgesang der Aufständischen verwendet wurde.

### Selbst-Anleihen
Bellini machte einige Anleihen aus eigenen früheren Werken: Normas Cabaletta „Ah! bello a me ritorna“ (zur Arie „Casta Diva“) im 1. Akt und den Chor „Non partì“ im 2. Akt übernahm er in etwas abgeänderter Form aus der zweiten Fassung von Bianca e Fernando (1828); den Chor hatte er auch in Zaira (1829) verwendet. Ein Teil des Duetts von Adalgisa und Pollione, beginnend mit den Worten „Sol promessa al Dio tu fosti“, enthält Material aus der Nr. 3 „Bella Nice che d’amore“ von Bellinis Sei ariette per camera, die er 1829 bei Ricordi veröffentlicht hatte. Im zweiten Duett von Norma und Adalgisa (im 2. Akt) stammt die Sektion „Teco del fato all’onte“ aus einem Duett im 1. Akt von Adelson e Salvini (1825). Er übernahm außerdem einige Stellen aus der nicht vollendeten und nie aufgeführten Partitur einer Oper Ernani, an der er 1830 gearbeitet hatte.

## Entstehung

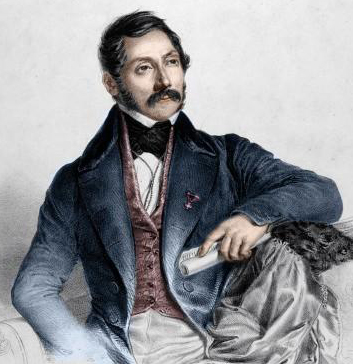
Felice Romani

Am 23. Juli 1831 schrieb Bellini aus Como in einem Brief an Lamperi, dass das Sujet der für die Karnevalssaison 1831–32 an der Mailänder Scala bestellten neuen Oper nun feststehe und auf der Tragödie Norma von Alexandre Soumet beruhe. Darüber hinaus flossen auch Anregungen von einigen früheren Opern mit teilweise ähnlichem Sujet ein: La vestale von Spontini und Jouy (1807, Paris) und Romanis eigene Libretti zu La sacerdotessa d’Irminsul von Pacini (1820, Triest) und Medea in Corinto von Mayr (1813, Neapel).
Laut einem Brief an die vorgesehene Primadonna Giuditta Pasta, die im selben Jahr zuvor schon Bellinis La sonnambula kreiert hatte und Aufführungen von Soumets Tragödie Norma in Paris kannte, begann Bellini um den 1. September mit der Komposition, nachdem er einen Tag zuvor Romanis Entwurf bekommen hatte. Bereits am 7. September hatte er die Sinfonia fertig und den Chor der Introduzione entworfen.
Komponist und Librettist waren nach fünf gemeinsamen Opern ein eingespieltes Team und arbeiteten eng zusammen. Bellini wünschte eine stringente Handlung, bei der Romani alles Überflüssige streichen sollte. Das Finale aus Soumets Stück, wo die Titelheldin am Ende wahnsinnig wird und sich von einem Abhang hinunterstürzt, wurde nicht übernommen.
Aus einem Brief von Mercadante geht hervor, dass die Oper Ende November fast fertig gewesen sein muss, denn im Dezember begannen die Proben. Aus der autographen Partitur und einigen Skizzen geht allerdings hervor, dass Bellini noch bis kurz vor der Premiere Korrekturen und Änderungen vornahm. Normas berühmte Auftrittsarie „Casta Diva“ soll der Komponist ganze acht Mal umgearbeitet haben, weil die Pasta angeblich nie zufrieden mit der Arie gewesen sei – dies lässt sich anhand des überlieferten Materials allerdings nicht beweisen und gehört vielleicht ins Reich der Legende. Sicher ist nur, dass die Arie ursprünglich (und im Autograph) in G-Dur stand, aber während der Proben für die Stimme der Pasta um einen Ganzton nach F-Dur herabtransponiert werden musste.

## Aufführungen und Rezeption

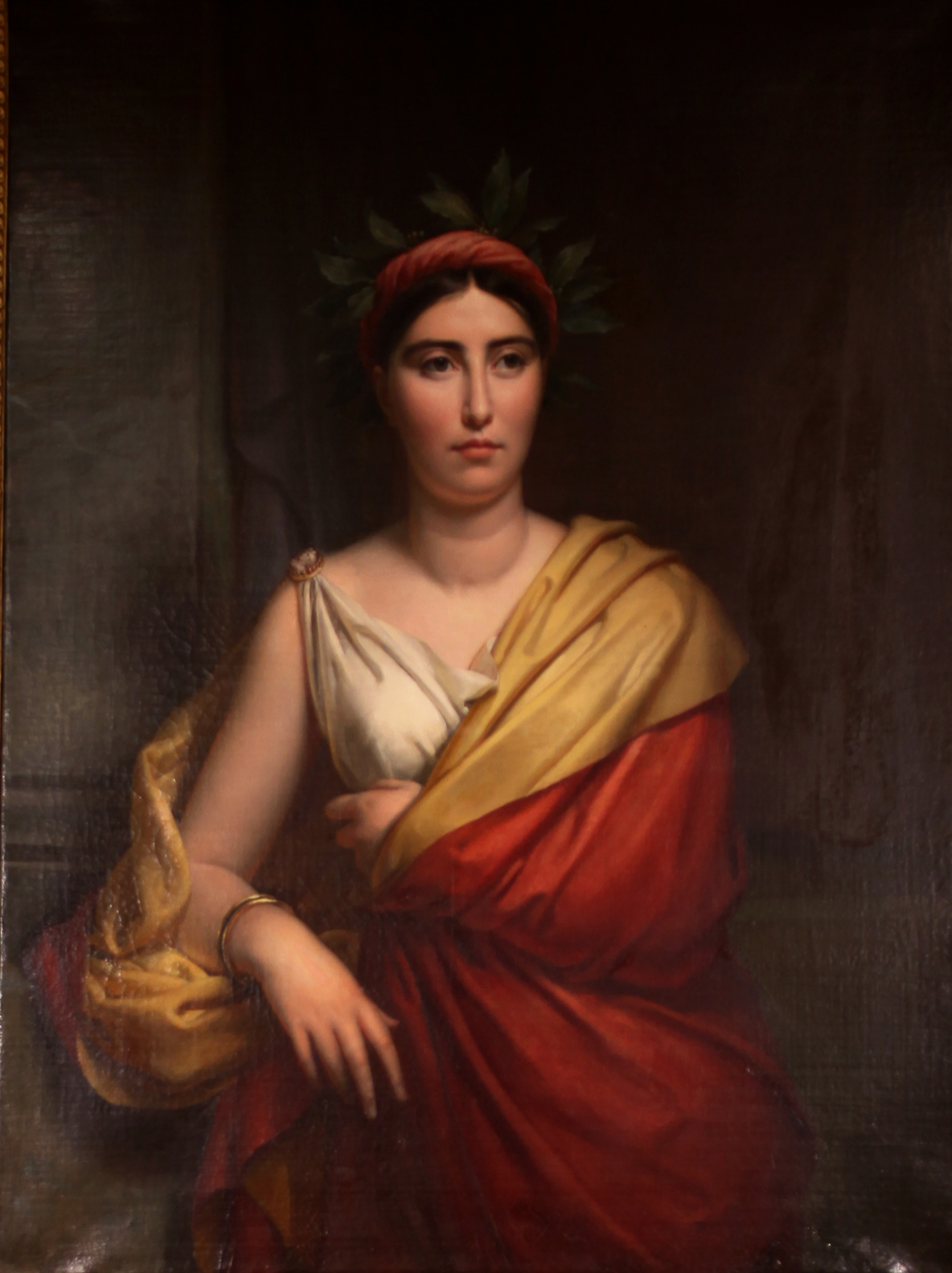
Giuditta Pasta als Norma

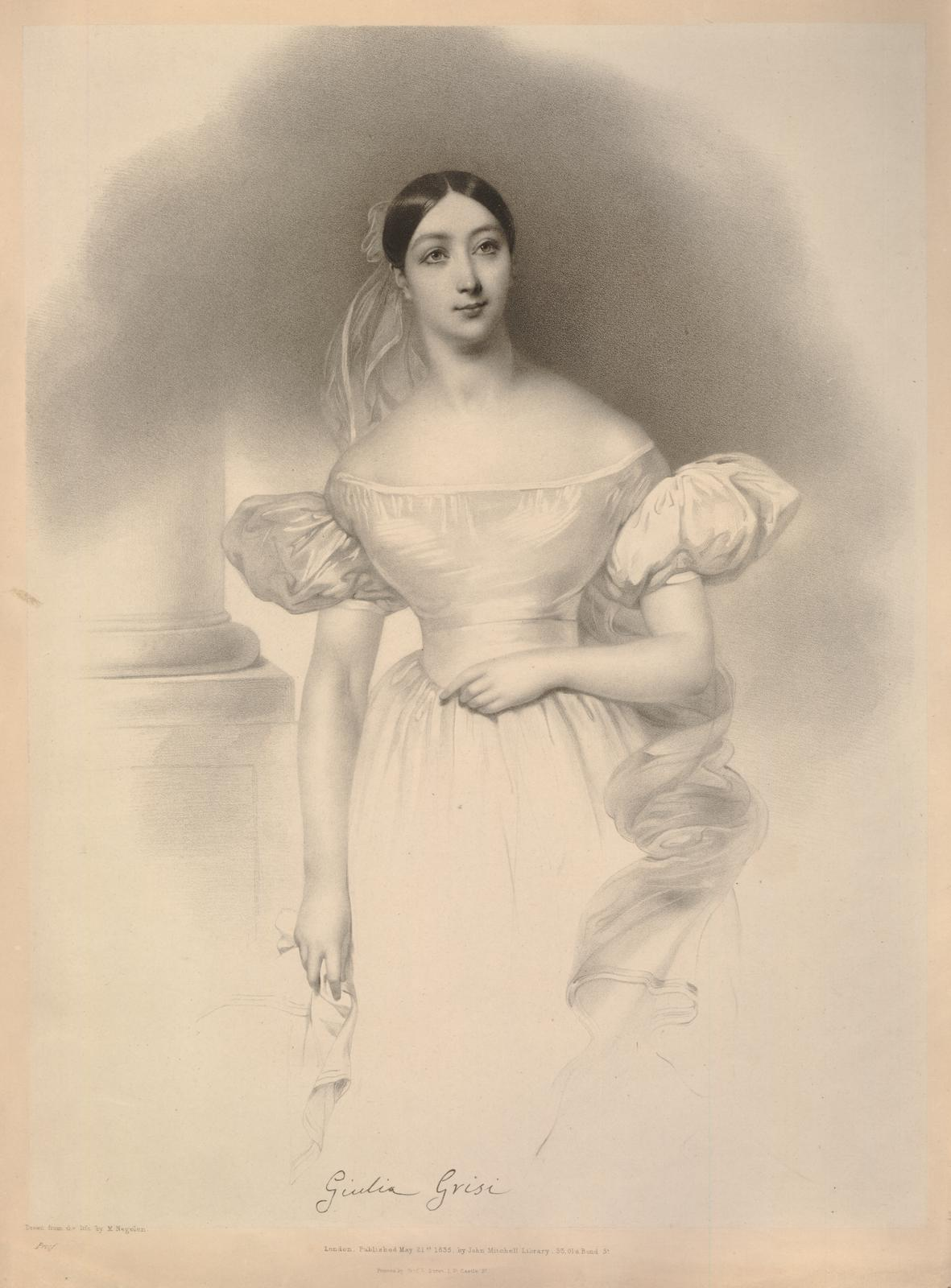
Giulia Grisi

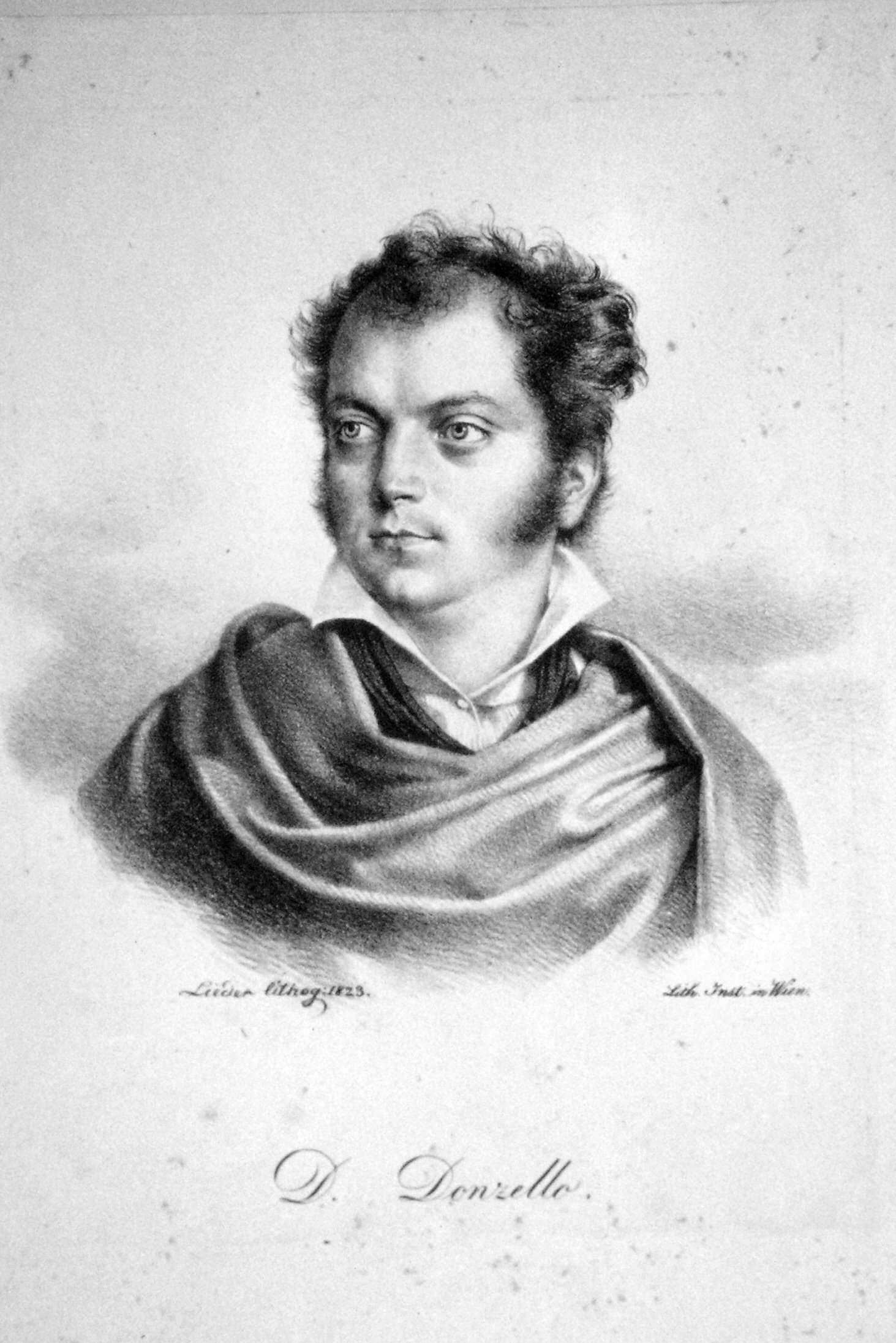
Domenico Donzelli

Bei der Uraufführung am 26. Dezember 1831 sangen Giuditta Pasta als Norma, Giulia Grisi als Adalgisa, Domenico Donzelli als Pollione und Vincenzo Negrini als Oroveso. Trotz der hervorragenden Sänger fiel die Oper zwar nicht komplett durch, wurde jedoch vom Publikum kühler aufgenommen als erhofft, und der Komponist drückte seine Enttäuschung und seine eigene Unzufriedenheit mit einigen Stellen der Oper in einem Brief an seinen Freund Florimo aus (der den Brief allerdings später „korrigierte“). Aus anderen Briefen geht hervor, dass große Teile des ersten Aktes in Wahrheit sehr wohl applaudiert wurden, aber nicht das den Akt beschließende Terzett – das nicht der Tradition eines größeren Finales mit allen Mitwirkenden entsprach –, und dass auch der zweite Akt fast gänzlich gefiel, bis auf den Druiden-Chor Non partì. Bellini und die Sänger wurden am Ende vier Mal vor den Vorhang gerufen.
Später hieß es, die Gräfin Julija Samoilowa, eine Freundin und Geliebte von Bellinis Konkurrent Giovanni Pacini, habe mithilfe von Intrigen und einer bezahlten Claque versucht, Bellinis Erfolg zu untergraben. Der Komponist Gaetano Donizetti dagegen war von Anfang an begeistert von der neuen Oper.
Bereits in der zweiten und den folgenden Aufführungen erhielt Norma jedoch immer mehr Beifall, und aus einigen zeitgenössischen Quellen geht hervor, dass für den anfänglichen Misserfolg wahrscheinlich die als ungewöhnlich und neu empfundene musikalische Sprache und Struktur der Oper verantwortlich waren. Dies verrät auch ein Brief von Gian Iacopo Pezzi in der Gazzetta privilegiata di Milano vom 3. Januar 1832, nach der vierten Vorstellung, wo es heißt: „Die Musik von Bellini ist deklamatorisch, er lässt sie vernünftigerweise dem Wort dienen und genau deshalb, weil sie einen ungewöhnlichen Weg geht, brauchen unsere Ohren eine längere Zeit der Aufmerksamkeit, um sie richtig beurteilen zu können.“
Es kann als sicher gelten, dass Norma nach der sechsten Aufführung, als Bellini am 5. Januar 1832 nach Neapel abreiste, definitiv auf dem Wege des Erfolges war. Folgende Aufführungen unter Leitung des Komponisten in Bergamo (ab dem 22. August 1832) und in Venedig waren erfolgreich. Auch in London im Juni 1833 erhielt die Oper gute Kritiken in der Times.
Eine Aufführung im Teatro San Carlo in Neapel 1834 mit Maria Malibran in der Titelpartie war ein Triumph. Schnell verbreitete sich das Werk an den italienischen und europäischen Bühnen und wurde 1833 erstmals in Wien und London, 1835 in Paris sowie 1854 in New York gespielt.
Richard Wagner dirigierte 1837 Aufführungen von Norma in Riga und, obwohl seine eigenen musikalischen Ideale (später ?) dem italienischen Belcanto völlig konträr waren, schrieb er über die Oper: „Wir müssen uns nicht schämen, eine Träne der Rührung zu vergiessen, wenn wir sie hören… Die Menschen glauben, daß ich die gesamte italienische Schule und insbesondere Bellini hasse. Nein, tausendmal nein! Bellini ist eine meiner Vorlieben, denn seine Musik ist stark gefühlt und eng mit den Worten verschlungen“.

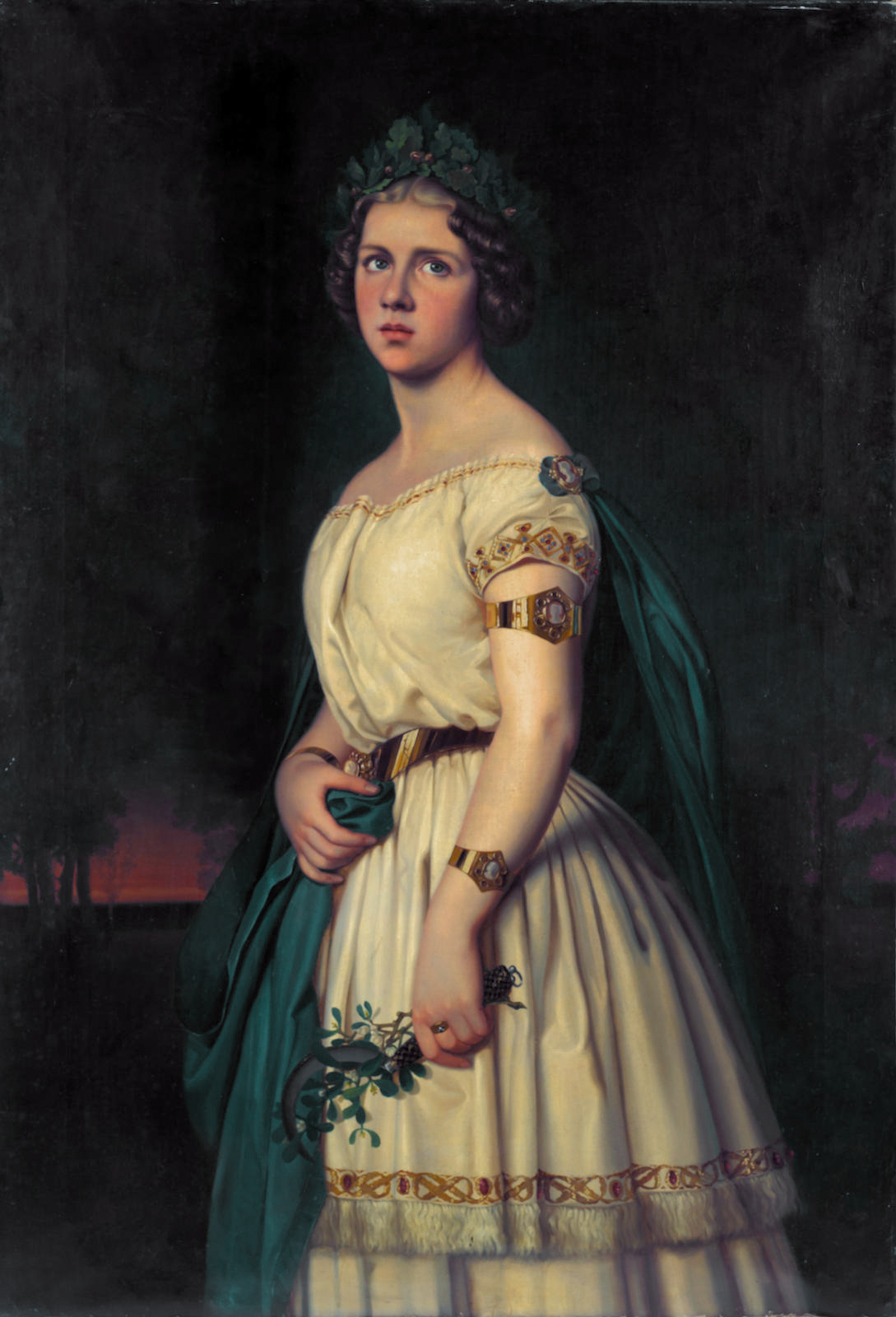
Jenny Lind als Norma, vor 1848

Führende Interpretinnen der Titelrolle waren im 19. Jahrhundert neben Pasta und Malibran insbesondere Giuditta und Giulia Grisi, Giuseppina Ronzi de Begnis, Jenny Lind und gegen Ende des Jahrhunderts Lilli Lehmann. Diese gilt als „die letzte unmittelbar in der Tradition des Belcanto stehende Norma. Inzwischen war durch die weitgehend durchgesetzte Fächertrennung eine adäquate Realisierung der Titelpartie kaum mehr möglich: Norma wurde von dramatischen Sopranen okkupiert, deren am Verismo orientierter Gesangsstil dem Charakter des Werks nicht gerecht wurde.“
In der ersten Hälfte des 20. Jahrhunderts wurde Norma wie andere Belcanto-Opern fast vergessen, und es gab kaum Sängerinnen, die der Titelrolle auch nur ansatzweise hätten gerecht werden können. Eine Ausnahme war Rosa Ponselle, die in den 1920er-30er Jahren Aufführungen an der Metropolitan Opera mit Tullio Serafin erarbeitete und als „die“ Norma ihrer Zeit galt.
Eine Rückbesinnung auf die ursprünglichen Belcanto-Intentionen der Titelpartie – und damit eine Renaissance des in der ersten Hälfte des 20. Jahrhunderts selten gespielten Werks – erfolgte vor allem ab 1948 durch Maria Callas, die wie zuvor Ponselle durch Serafin an die Rolle herangeführt wurde, und deren Interpretationen in insgesamt 89 Auftritten (so 1949 in Buenos Aires, 1950 in Mexiko-Stadt, ab 1952 in Mailand und London oder 1956 in New York) und in zwei Studio-Gesamteinspielungen auf Schallplatte (1954 und 1960 bei EMI) die weitere Sicht auf das Werk prägten. „Die Callas-Norma blieb bis heute nicht nur unerreicht, sondern auch ohne überzeugende Alternative.“ Weitere bedeutende Interpretinnen der Rolle waren in der zweiten Hälfte des 20. Jahrhunderts Leyla Gencer, Elena Souliotis, Renata Scotto, Joan Sutherland, Anita Cerquetti oder Montserrat Caballé, und zu Beginn des 21. Jahrhunderts Nelly Miricioiu und Edita Gruberová (2007).
Eine erste Rückbesinnung auf die musikalische Aufführungspraxis des 19. Jahrhunderts mit der originalen Instrumentierung kennzeichnete die Inszenierung mit June Anderson (Norma), Daniela Barcellona (Adalgisa) und Ildar Abdrasakow (Oroveso), die 2001 beim Verdi-Festival am Teatro Regio von Parma gezeigt wurde, mit dem Orchester Europa Galante unter der Leitung von Fabio Biondi, der auch das verwendete Notenmaterial nach den Quellen revidierte. Originalinstrumente wurden auch bei den Aufführungen mit der Mezzosopranistin Cecilia Bartoli als Norma verwendet, die 2010 konzertant im Konzerthaus Dortmund und 2013 szenisch bei den Salzburger Pfingstfestspielen (Wiederaufnahme 2015 bei den Salzburger Festspielen) vorgestellt wurden.

### Besetzung der beiden Frauenpartien

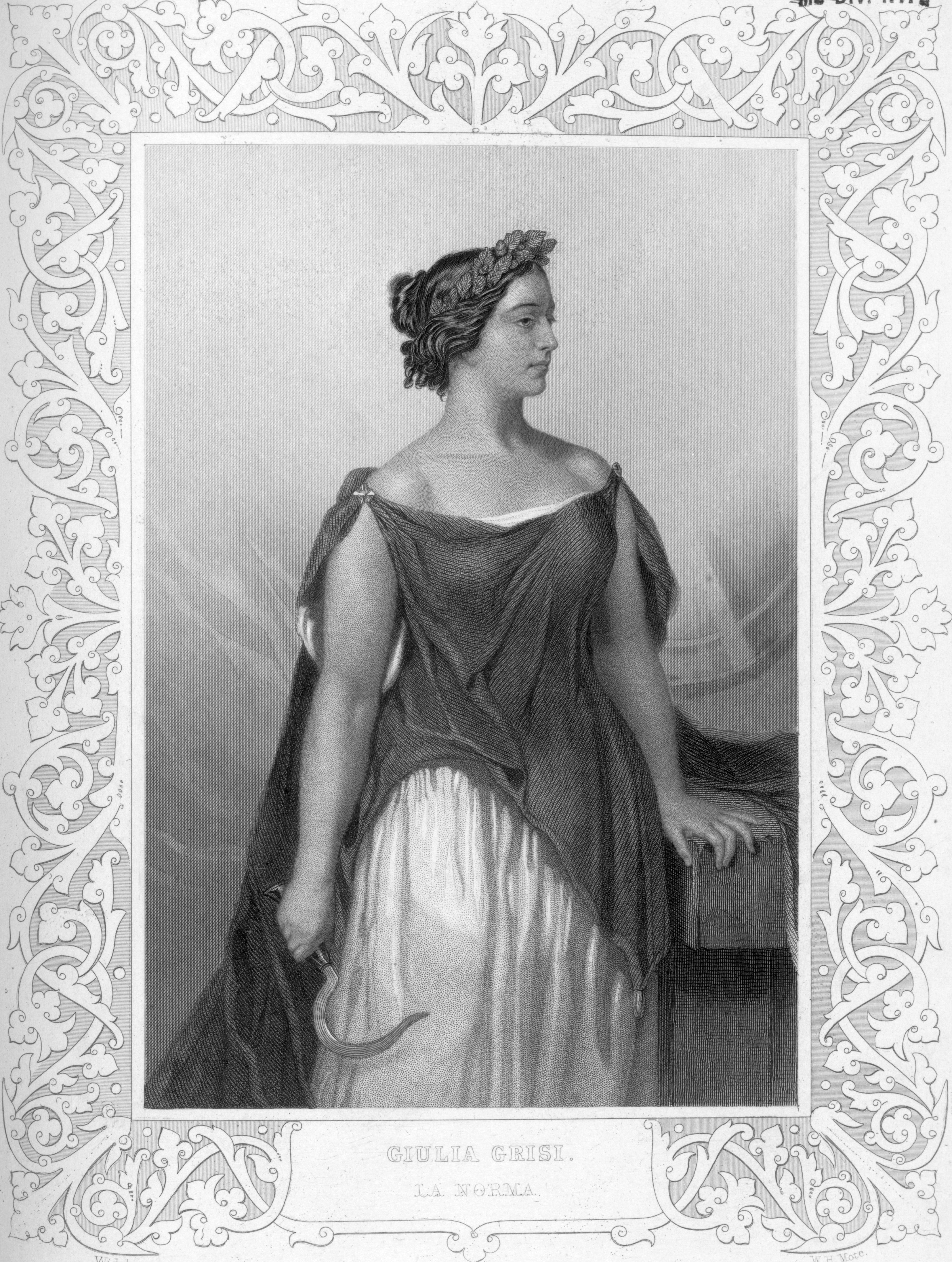
Giulia Grisi als Norma, London 1844. Grisi war die ursprüngliche Adalgisa und wurde etwas später eine berühmte Interpretin der Titelrolle

#### Norma
Die adäquate Besetzung der Titelrolle ist aufgrund der geforderten technischen, expressiven, dramatischen und nicht zuletzt auch stilistischen Anfordernisse nicht ganz einfach. Lilli Lehmann fand die Partie „so anstrengend wie 10 Leonoren“ oder wie drei Brünnhilden. Richard Bonynge, Dirigent und Belcanto-Spezialist, meinte: „Die Oper verlangt fast zuviel von einem Sopran: das größte dramatische Ausdruckspotential, übermenschliche emotionale Kräfte, eine vollendete Belcanto-Technik, eine Stimme von Klasse und Größe – und dazu viele weitere Qualitäten“.
Giuditta Pasta (1797–1865), für die Bellini die Rolle komponierte, hatte ein sehr spezielles sängerisches Profil, das nicht ganz den üblichen Vorstellungen ihrer Zeit entsprach, weil ihre Register nicht ausgeglichen waren, und andererseits teilweise darüber hinausging. Laut Henry F. Chorley (1808–1872) war Pastas Stimme „ursprünglich begrenzt, hauchig und schwach ... ein mittelmäßiger mezzo-soprano“. Nach hartem Training, auf dem Höhepunkt ihrer Karriere, besaß ihre Stimme jedoch einen Umfang von etwa 2½ Oktaven, etwa vom tiefen a bis zum hohen d’’’. und außerdem eine „große Geläufigkeit und Brillanz“ („volubility and brilliancy“), sowie vor allem „Tiefe und Echtheit des Ausdrucks ... wie nur wenige vor ihr“ („... depth and reality of expression ... as few (...) before her ...“). Für Pastas Stimme wurde der etwas verschwommene und veraltete Begriff soprano sfogato geprägt, was in modernerer Zeit von Kesting als ein nach unten „erweiterter Sopran mit Koloratur-Agilität und dramatischer Verve“ definiert wurde, und von Riccardo Minasi als Mezzosopran mit exzellenten hohen Tönen oder als Sopran mit üppiger voce di petto bzw. Bruststimme. Die Stimme der Norma wird jedoch nur selten in die tiefe Lage geführt, z. B. im Rezitativ mit Clotilde (kurz vor dem Auftritt der Adalgisa) passend zu den Worten „...troppo orrendo è un tal dubbio“ (Akt I, Szene 2). Pasta sang die Rolle nicht sehr lange, da sie schon um 1835 an einem fortschreitenden Verfall ihrer stimmlichen Mittel litt und danach nur selten auftrat.
Eine Sängerin, deren Stimme, Gesangstechnik und Stil oft mit zeitgenössischen Beschreibungen der Kunst von Giuditta Pasta verglichen wurde und die nach Meinung mancher Stimmkenner vermutlich Ähnlichkeit mit der Pasta hatte, war Maria Callas, die im 20. Jahrhundert und bis heute oft als Idealinterpretin der Norma angesehen wird.
In der frühen Aufführungsgeschichte haben einige Mezzosoprane die Norma gesungen: die früh verstorbene Maria Malibran (1808–1836) – die im Gegensatz zu Pasta eine Art Stimmwunder war, auch als soprano sfogato bezeichnet wurde, und recht eindeutig als nach oben erweiterter Mezzosopran definiert werden kann – und Giuditta Grisi (1805–1840). Es ist jedoch die Frage, ob die Partie für solche Fälle an die Stimme der jeweiligen Interpretin angeglichen wurde, wie dies im 19. Jahrhundert vollkommen üblich war. Für Giuditta Grisi wurde sie jedenfalls (wie auch andere Rollen) vermutlich bis zu einer Terz nach unten transponiert, weil die Sängerin die höhere Tessitur eines soprano sfogato nicht ohne Stimmschäden durchgestanden hätte.
Andere bedeutende Interpretinnen der Rolle waren eindeutig Soprane, wie Giuseppina Ronzi de Begnis (1800–1853), die die Rolle länger als Pasta und Malibran, von 1834 bis 1843, sang, und Giulia Grisi (1811–1869), die erste Adalgisa, der Bellini selber anfangs nicht zutraute, dass sie der Rolle gewachsen wäre, weil sie seiner Meinung nach nicht den nötigen Stil und die nötige Ausbildung besaß. Grisi entpuppte sich aber als eine der besten Norma-Interpretinnen überhaupt, und sie sang die Rolle etwa 20 Jahre lang, zwischen 1835 (in Paris und London) und mindestens 1855 (in den USA). Henry F. Chorley hielt ihre Interpretation für besser als die der Pasta, und Théophile Gautier schrieb 1844 enthusiastisch:

„Norma ist Giulia Grisi, und ganz gewiss niemals hatte Irminsul eine schönere und besser inspirierte Priesterin. Sie übertrifft das Ideal ... Norma ist Giulia Grisis Triumph. Keiner, der sie nicht in dieser Rolle gesehen hat, kann sagen, dass er sie kennt; in ihr zeigt sie sich als ebenso große Tragödin, wie sie eine vollkommene Sängerin ist. Die Kunst des Gesangs, Leidenschaft, Schönheit, sie hat Alles; unterdrückte Rage, sublime Gewalt, Drohungen und Tränen, Liebe und Wut; nie hat eine Frau ihre Seele so ausgeschüttet bei der Kreation einer Rolle ... das ist wahrhaftig die tragische Muse, die Melpomene, von der Aischylos und Phidias geträumt haben mögen.“

Auch sonst wurde die Partie üblicherweise mit einem Sopran besetzt und ist auch heute in den meisten Quellen so angegeben, u. a. auch in Pipers Enzyklopädie des Musiktheaters. Sehr selten haben sich Mezzosoprane an diese schon für Soprane anstrengende Rolle herangewagt, wie in den 1970er Jahren Shirley Verrett (selten) oder 2013 Cecilia Bartoli.

#### Adalgisa
Die Partie der Adalgisa ist im Original ein „normaler“ Sopran und wird in den Duetten mit Norma in die gleiche Höhe geführt, aber im Gegensatz zu Norma nie in für einen Sopran ungewöhnliche Tiefen. Cecilia Bartoli schrieb dazu: „Nichtsdestotrotz sind die Unterschiede zwischen Adalgisa und Norma von der Lage und Virtuosität her gar nicht so wesentlich – im Manuskript sind alle drei weiblichen Rollen mit „Sopran“ bezeichnet.“
Die erste Adalgisa Giulia Grisi war 1831 erst Anfang 20 und dürfte zu dieser Zeit noch eine relativ leichte, jugendliche Stimme gehabt haben, wie es der sehr jungen, unschuldigen Figur entspricht. Im Lauf der Zeit wurde diese Rolle jedoch meistens mit einem Mezzosopran besetzt, was einem späteren Standarddenken in der Besetzungspolitik von Opernrollen entstammt, aber musikalisch und inhaltlich nicht zu rechtfertigen ist.
Nichtsdestotrotz wurden seit dem späten 20. Jahrhundert nur selten Versuche unternommen, Adalgisa wieder von einem Sopran singen zu lassen. Der vermutlich erste Versuch in dieser Richtung war die 1984 erschienene Einspielung der Oper mit Joan Sutherland als Norma und Montserrat Caballé als Adalgisa unter Richard Bonynge – dabei war Caballé selber auch eine bedeutende Interpretin der Titelrolle. In den 2010er Jahren wurde Adalgisa auch in Aufführungen mit Cecilia Bartoli wieder mit einem Sopran besetzt, ebenso in ihrer 2016 erschienenen CD-Einspielung mit Sumi Jo als Adalgisa.

### Neuausgabe 2015
2015 veröffentlichten Maurizio Biondi und Riccardo Minasi eine neue kritische Ausgabe der Oper nach dem aktuellen Forschungsstand. Die Herausgeber nutzten hierfür im Wesentlichen die mit zahlreichen Änderungen des Komponisten versehene autografe Partitur, die sie mit zeitgenössischen Kopien abglichen, um die chronologische Reihenfolge der Anpassungen zu ermitteln. Weitere Quellen waren die ältesten Klavierauszug-Drucke und die spärlich erhaltenen Orchesterstimmen. Die älteste Partitur-Ausgabe dagegen erwies sich als äußert fehlerhaft und unzuverlässig.
Die Cavatine „Casta diva“ steht im Autograf in G-Dur. Bellini transponierte sie jedoch in der Probenphase zur Uraufführung einen Ganzton tiefer nach F-Dur, um sie besser an die Stimme von Giuditta Pasta anzupassen. Diese seitdem meistens gesungene tiefere Fassung (u. a. von Maria Callas, Montserrat Caballé und Cecilia Bartoli) einschließlich der entsprechenden Überleitungen wurde als Anhang 1 in die Neuausgabe aufgenommen. Bellini selbst bevorzugte jedoch späteren Korrekturen zufolge die Originallage, die bis zum hohen c’’’ reicht und schon vor der Neuausgabe vereinzelt von einigen Interpretinnen gesungen wurde, unter anderem von Joan Sutherland und von Edita Gruberová.
Anhang 2 der Neuausgabe enthält die ungeschnittene Originalfassung der Cabaletta „Vieni in Roma, ah!“ des Duetts Adalgisa/Pollione. Die Cabaletta des Duetts Norma/Adalgisa „Ah sì, fa core“ im ersten Akt enthält wieder die zwischenzeitlich gestrichene dritte Strophe (Anhang 3). Für das Terzett „Vanne, sì, mi lascia indegno“ am Ende des ersten Akts gibt es eine lange Strophe der Adalgisa, die wahrscheinlich bereits bei der Uraufführung erklungen war. Es ist in einer als authentisch anzusehenden Fassung des mit Bellini befreundeten Komponisten Francesco Florimo überliefert (Anhang 4). Das bisher häufig sehr langsam ausgeführte Duett „Oh! rimembranza“, das in der älteren Ricordi-Ausgabe mit der Bezeichnung Moderato assai versehen war, ist nun wie im Autograf ein Andante agitato. Der Schlachtruf der Druiden „Guerra, guerra!“ ist in zwei unterschiedlichen Fassungen überliefert: zum einen die meist gespielte Moll-Version, zum anderen eine Fassung mit einer Coda, die den Dur-Teil der einleitenden Sinfonia mit Harfen-Arpeggios wiederholt. Die Orchestrierung unterscheidet sich somit von derjenigen der Sinfonia. Das Stück wurde im Partiturmanuskript nicht von Bellini selbst, sondern von einem Kopisten eingetragen. In der Vergangenheit entschieden sich daher einige Interpreten dafür, stattdessen die Besetzung der Sinfonia zu verwenden. Biondi wies darauf hin, dass die geänderte Besetzung in einer wahrscheinlich für die Premiere an der Scala bestimmten Kopie enthalten ist und somit von Bellini selbst stammt. Die Dur-Fassung wurde als Anhang 5 aufgenommen. Der Chor „Vanne al rogo“ basiert nun auf dem Autografen. Ältere Ausgaben enthielten hier eine Fassung unklarer Herkunft. Bereits 2013, also noch vor Veröffentlichung der neuen Ausgabe, erschien auf ihrer Basis eine CD mit Cecilia Bartoli in der Titelrolle und dem Orchester La Scintilla unter Giovanni Antonini.

## Musikalische Bearbeitungen
Die enorme Beliebtheit und Bewunderung, die der Oper entgegengebracht wurden, wird auch durch zahlreiche Kompositionen bezeugt, in denen zeitgenössische Komponisten und Instrumentalvirtuosen Themen aus Bellinis Norma verarbeiten. An dieser Stelle können nur die interessantesten Beispiele genannt werden. Frédéric Chopin, der bekanntlich ein Bewunderer Bellinis war, setzte die Cavatine „Casta Diva“ für Klavier, und Friedrich Wilhelm Kalkbrenner komponierte Klavier-Variationen (Op. 122). Andere berühmte Klaviervirtuosen schrieben Fantasien über Melodien der Oper, so Sigismund Thalberg in seiner Grande Fantaisie et Variations sur des motifs de l’opéra ‚Norma‘ (op. 12) und Franz Liszt in seinen Réminiscences de Norma (S 394), die um 1844 zuerst veröffentlicht wurde. Carl Czerny komponierte mehrere Werke über Themen der Oper, darunter zwei „Grandes fantaisies sur des motifs favoris de ‚Norma‘“, Op. 689 (1842).
Ferdinand Beyer schrieb einen Norma-Walzer.
Ähnlich nahmen sich auch einige Violinvirtuosen der Oper an. Der belgische Geiger Charles Auguste de Bériot – zweiter Ehemann von Maria Malibran – komponierte eine Fantaisie concertante sur ‚Norma‘ Op. 28 für Violine und Klavier, und auch Henri Vieuxtemps und Alexandre Joseph Artôt komponierten Fantasien über Norma für Violine und Orchester.

## Trivia
Das sizilianische Rezept Pasta alla Norma und der Asteroid (555) Norma sind nach Bellinis Oper bzw. ihrer Titelheldin benannt.

## Film
Bühnen-Bilder, ‚Norma’ in den Werkstätten der Bayerischen Staatsoper, ein Film von Vera Botterbusch, 60 Min., BR 2006